# 大山朝子
大山 朝子（おおやま あさこ、1963年 - ）は、日本の社会福祉学者、鹿児島国際大学福祉社会学部准教授。学位は博士（社会福祉学）。所属している学会は日本社会福祉士会、日本社会福祉学会､日本保健福祉学会。

## 略歴
- 1981年4月 武蔵大学 人文学部社会学科 入学
- 1985年3月 武蔵大学 人文学部社会学科 卒業
- 1999年4月 鹿児島国際大学 福祉社会学部社会福祉学科 編入学
- 2001年3月 鹿児島国際大学 福祉社会学部社会福祉学科 卒業
- 2001年4月 鹿児島国際大学大学院 福祉社会学研究科修士課程 入学
- 2003年3月 鹿児島国際大学大学院 福祉社会学研究科修士課程 修了
- 2007年4月 鹿児島国際大学大学院 福祉社会学研究科博士後期課程 入学
- 2011年3月 鹿児島国際大学大学院 福祉社会学研究科博士後期課程 修了

## 共著・共編
- 『新社会福祉・社会保障』（学文社、2011年）
- 『第2版 新社会福祉・社会保障』（ミネルヴァ書房、2013年）
- 『少子高齢社会の家族・生活・福祉』（時潮社、2016年）
- 『社会保障－生活を支えるしくみ－』（学文社、2016年）